# Los Tres Potrillos

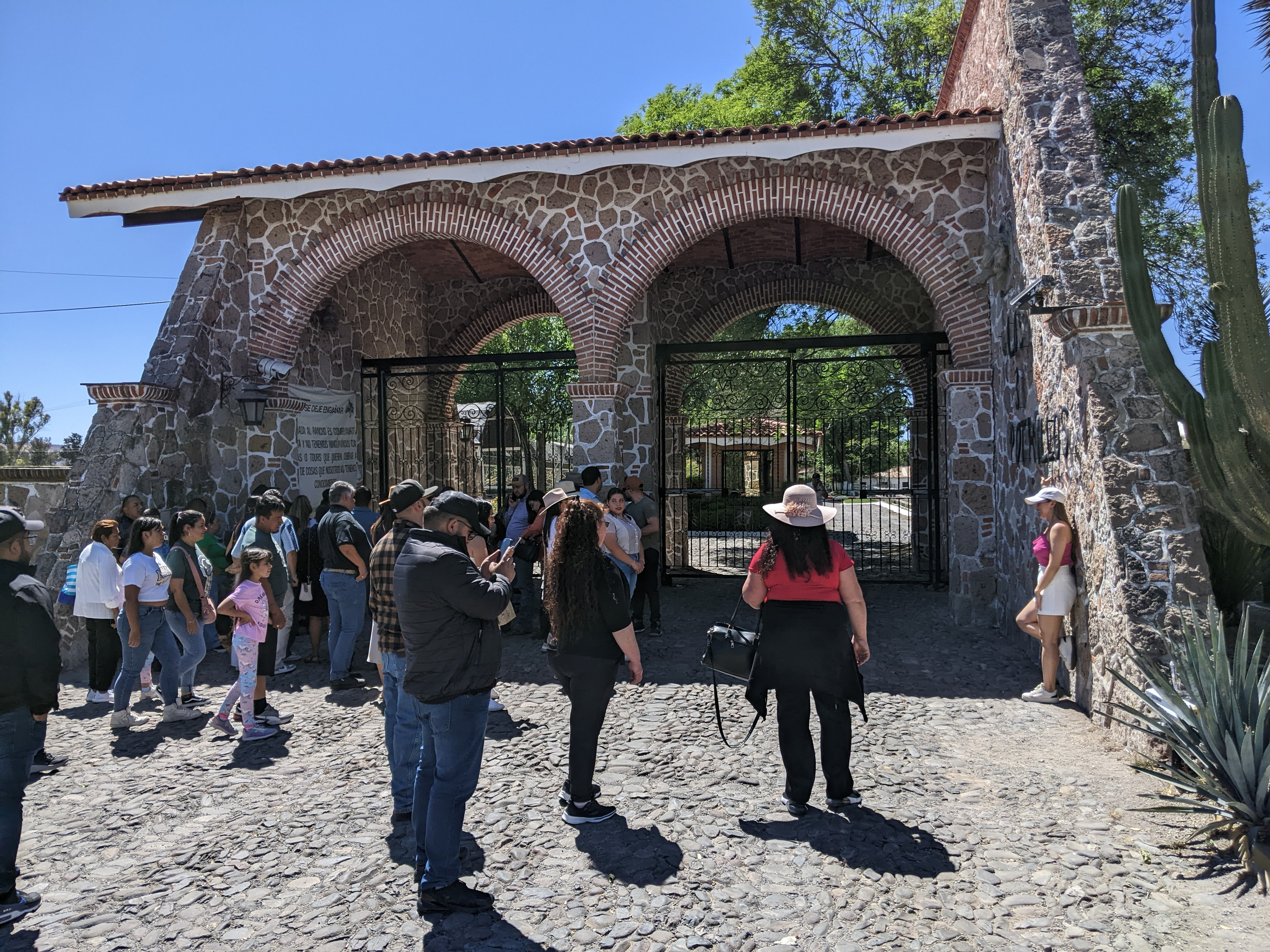
Eingang zur Rancho Los 3 Potrillos

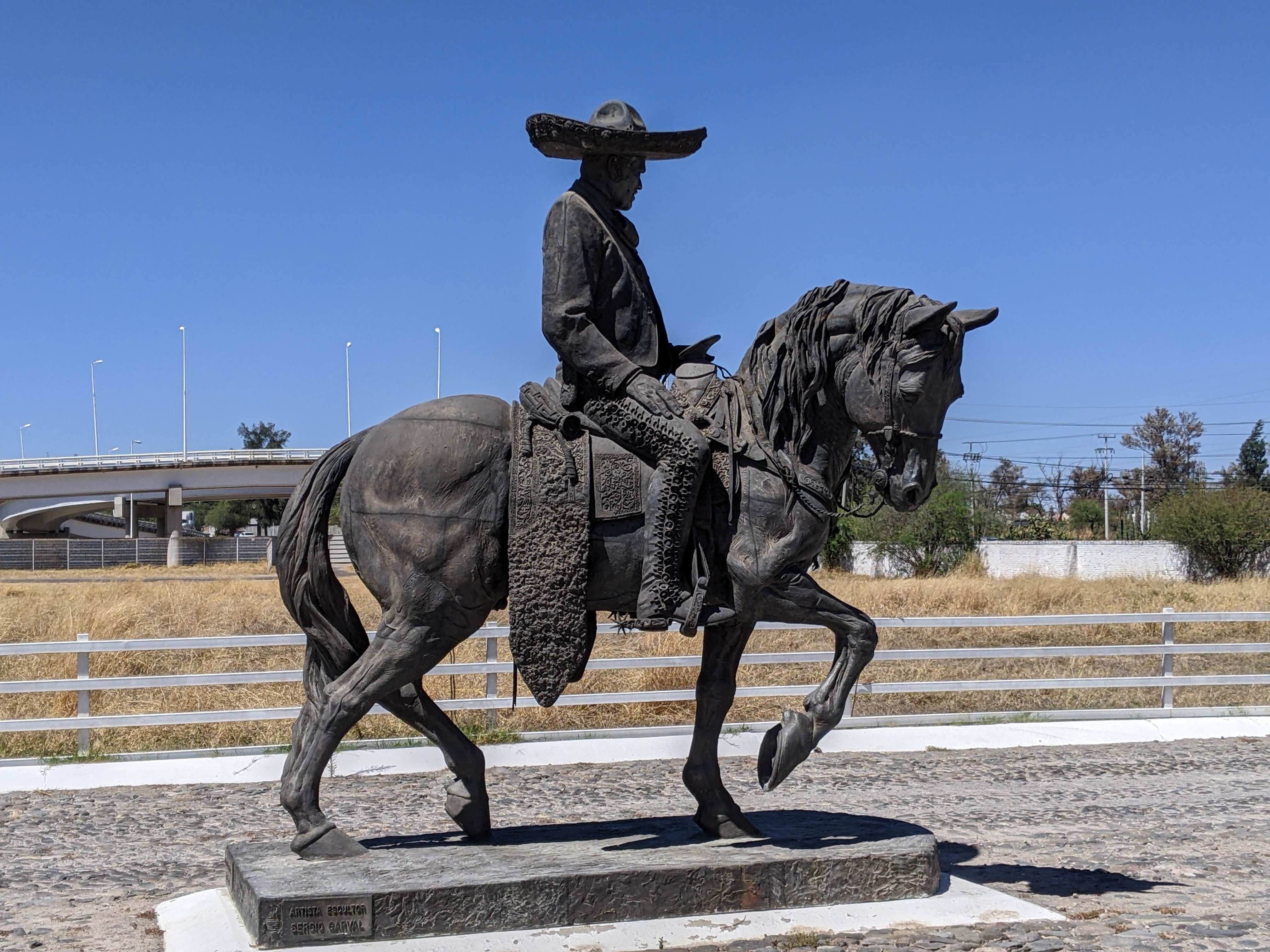
Reiterstatue mit Vicente Fernández auf der Rancho Los Tres Potrillos

Die Rancho Los Tres Potrillos (deutsch Die Drei Fohlen) ist das vormals von Vicente Fernández bewohnte Anwesen in Tlajomulco de Zuñiga im Süden des Ballungsraums von Guadalajara, der Hauptstadt des mexikanischen Bundesstaats Jalisco.

## Name
Die mehr als 500 Hektar große Rancho wurde von Vicente Fernández zu Ehren seiner 3 Söhne (Vicente, Gerardo und Alejandro) benannt.

## Geschichte
Der Bau der etwa eine halbe Autostunde südlich des Stadtzentrums von Guadalajara gelegenen Ranch begann Anfang der 1980er Jahre, nachdem Vicente Fernández angeblich einige schwierige finanzielle Zeiten überstanden hatte und sich endlich seinen Traum von einer Ranch in der Gegend erfüllen konnte, in der er aufgewachsen ist.
Es dauerte nicht lange, bis Betrüger vorgaben, Tickets für den Besuch seines Anwesens zu verkaufen. Als Vicente Fernández dies erfuhr, warnte er seine Fans vor diesen kriminellen Machenschaften: „Ihr sollt wissen, dass Ihr hier willkommen seid und ich weder Geld für den Eintritt noch für Fotos verlange. Es gibt hier kein Museum, aber wenn es mir möglich ist, komme ich gerne persönlich heraus, um euch zu begrüßen.“
Der mexikanische Sänger Vicente Fernández wird im Hauptgarten der Ranch beigesetzt.

## Weitere Attraktionen
Auf dem Anwesen befindet sich die Arena VFG ebenso wie das 1999 eröffnete Restaurante Los 3 Potrillos, das regionale Gastronomie, Livemusik und Tanzaufführungen anbietet.